# Звягинцева, Вера Клавдиевна
Ве́ра Кла́вдиевна Звя́гинцева (31 октября [12 ноября] 1894, Москва — 9 июля 1972, Москва) — русская поэтесса и переводчик, заслуженный деятель культуры Армении.

## Биография
В детстве Вера Звягинцева жила в с. Кунчерове Кузнецкого уезда Саратовской губернии (в настоящее время — Неверкинского района Пензенской области), училась в гимназиях Пензы и Кузнецка.
В 1917 году она успешно окончила курсы сценического искусства Е. Н. Музиль и стала профессиональной актрисой. В 1917—1922 годах работала в профессиональных столичных труппах — в театре Комедии, затем в Театре Мейерхольда, во Втором Советском передвижном театре, в Театре РСФСР.
В 1922 году Звягинцева навсегда ушла со сцены. Она выпустила в свет дебютный сборник стихов «На мосту» (1922), через несколько лет — «Московский ветер» (1926). Затем Звягинцева на несколько десятилетий погрузилась в переводы украинских, армянских, грузинских, белорусских, кабардинских и других поэтов СССР. Переводила также персидские газели и касыды (Руми, Джами). Особенно многочисленны её переводы с армянского (О. Туманяна, М. Налбандяна, А. Исаакяна). Публиковались также её переводы литовских поэтов Казиса Боруты, Людаса Гиры, Ванды Диджюлите.
Дружила с Максимилианом Волошиным, Мариной Цветаевой, Арсением Тарковским, Павлом Антокольским, Сергеем Дурылиным, Сигизмундом Кржижановским и рядом театральных деятелей. Её знакомство с В. Пудовкиным состоялось на рубеже 1910-х-1920-х годов во время участия в выездных спектаклях перед красноармейцами. Её воспоминания о Екатерине Рощиной-Инсаровой, Валерии Брюсове и Борисе Пастернаке и других были частично опубликованы в советской печати.
В 1926 году побывала в Коктебеле у Волошина, куда потом возвращалась многократно и после смерти поэта, дружила с его супругой Марией Степановной Заболоцкой. В коктебельском круге знакомых Звягинцевой А. Г. Габричевский, С. Я. Парнок.
Коктебель
Опять библейские разливы 
```
Холмов. Седины трав опять. 
И волн взыскательных призывы 
И то, что нечего мне дать,

Помимо слез в песок соленый 
Да перебора слабых струн 
У лиры ветхой, засоренной, 
Колеблющейся на ветру.

Опять по мастерской вечерней, 
Набатом о земной беде 
И голосом поэта к черни 
Стихам Волошина гудеть.

На ритмы отзываться — морю, 
Сердцебиению — на мысль;
Не закрывать простора шторе, 
Корысти не теснить умы.

Опять, опять звенеть цикадам, 
Песку и жизни утекать, 
Певцу “не требуя награды” 
Горячий мир свой расточать.
```

Июль 1928 Коктебель
В годы Великой Отечественной войны Вера Звягинцева и Александр Ерофеев были в эвакуации в Свердловске, в Москву вернулись в 1943 году. В 1946 году вышел в свет сборник стихов Веры Звягинцевой «По русским дорогам» где наряду с собственными стихами были переводы армянских поэтов.
В 1964 году Вера Клавдиевна снова начала писать собственные стихи. Основные произведения: «Саратовская земля», «Московский ветер», «По русским дорогам», «Зимняя звезда», «Вечерний день», «Исповедь», «Моя Армения», поэма «Радищев».
10 сентября 1972 года Вера Звягинцева скончалась. После панихиды в ЦДЛ её тело было кремировано в Донском монастыре. Урна с прахом захоронена на кладбище в Переделкино только 7 июня 1974, место удалось оформить не сразу.
На её могиле в 1975 году был установлен памятник работы известного армянского скульптора Самвела Казаряна, в ту пору он был ещё студентом, его нашёл профессор Левон Мкртчян и вовлёк в проект изготовления памятника Звягинцевой.

## Семья
Муж — Ерофеев Александр Сергеевич (?-1949). 

## Архив
Личный фонд В.К. Звягинцевой хранится в Российском государственном архиве литературы и искусства и содержит документы за 1868–1970-е годы. Здесь собраны рукописи всех поэтических сборников Звягинцевой, её многочисленные переводы и воспоминания. Переписка Веры Клавдиевны отражает её разнообразные творческие и дружеские связи, среди корреспондентов: А.И. Дейч, С.Н. Дурылин, Н.А. Заболоцкий, В.Г. Лидин, В.Э. Мейерхольд, Б.Л. Пастернак, А.А. Фадеев, М.И. Цветаева и многие другие. В архив также поступило большое собрание книг самой поэтессы, а также книг с автографами её друзей-литераторов.

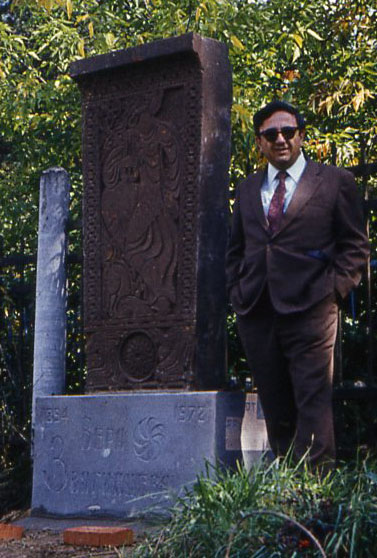
Л. М. Мкртчян у памятника Звягинцевой

## Сочинения
- На мосту: Стихотворения / Обл. П. В. Сивкова. М., 1922. — 64 с.
- Московский ветер: [Стихи]. М.: Узел, [1926]. — 32 с.
- По русским дорогам: Стихи / Худ. М. Компанеец. [М.]: Сов. писатель, 1946. — 124 с.
- Зимняя звезда: Стихи. М.: Сов. писатель, 1958. — 127 с.
- Вечерний день: [Стихи]. [М.: Сов. писатель, 1963]. — 118 с.
- Моя Армения: [Стихи, избр. переводы] / [Сост. и авт. предисл Л. Мкртчян]. Ереван: Айпетрат, 1964. — 166 с.
- Исповедь: Стихи. М.: Сов. писатель, 1967. — 99 с.
- Избр. стихи / [Вступит. статья Л. Озерова]. М.: Худ. лит., 1968. — 271 с.
- Моя Армения: [Стихи, избр. переводы] / [Предисл. К. Чуковского; Сост. и вступит. статья Л. М. Мкртчяна]. Ереван: Айастан, 1969. — 186 с.